# Aire d'attraction de Méaulte
L'aire d'attraction de Méaulte est un zonage d'étude défini par l'Insee pour caractériser l’influence de la commune de Méaulte sur les communes environnantes.

### Carte

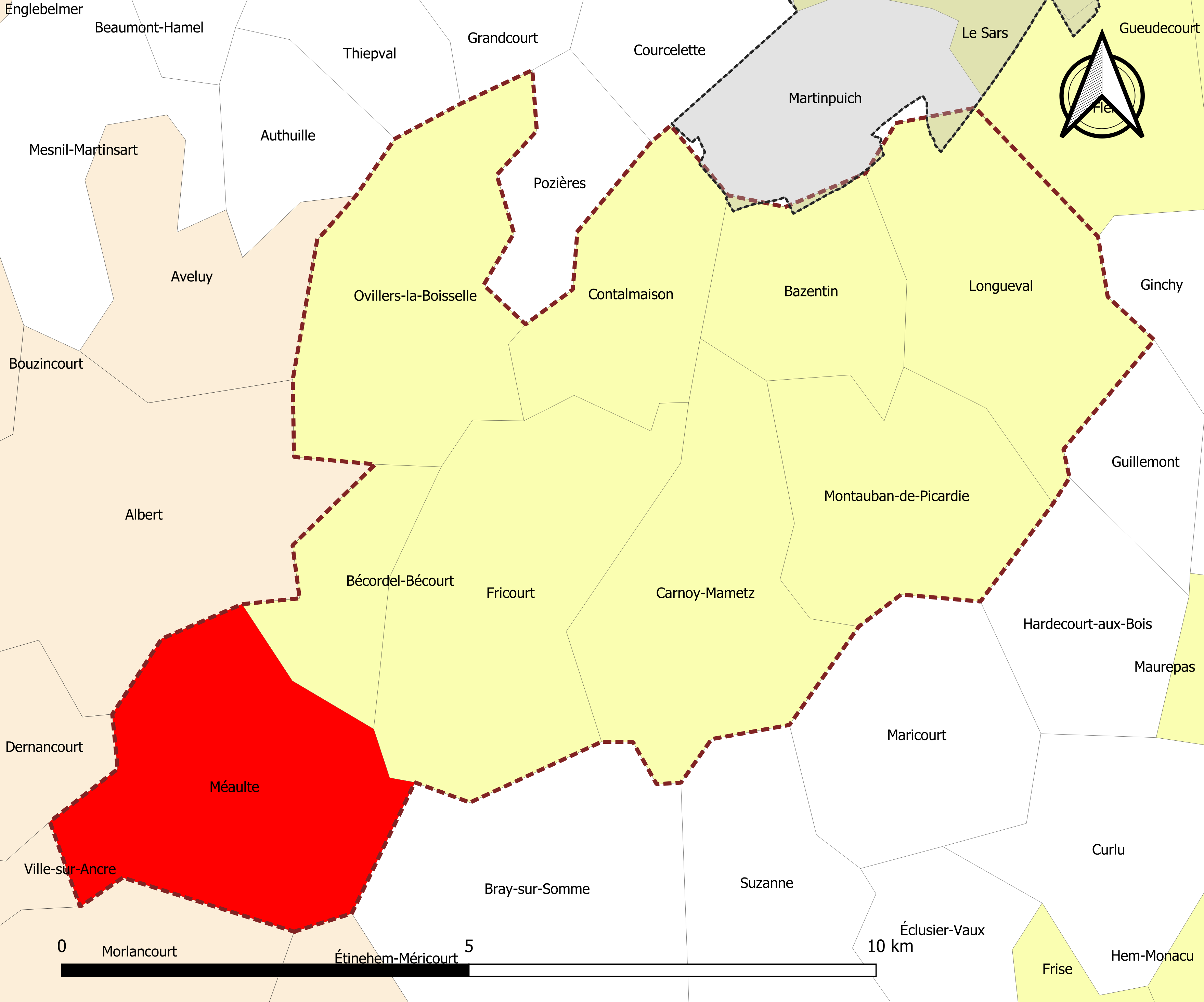
Carte de l'aire d'attraction de Méaulte.
Commune-centre
Commune de la couronne

## Définition
L'aire d'attraction d'une ville est composée d’un pôle, défini à partir de critères de population et d’emploi ainsi que d’une couronne constituée des communes dont au moins 15 % des actifs travaillent dans le pôle. Le pôle d’attraction constitue ainsi un point de convergence des déplacements domicile-travail,.

## Géographie
L’aire d'attraction de Méaulte est une aire intra-départementale qui comporte 9 communes dans la Somme. 

### Composition communale
| Nom                      | Code Insee | Département | Statut                 | Superficie (km2) | Population (dernière pop. légale) | Densité (hab./km2) | Modifier                                    |
| ------------------------ | ---------- | ----------- | ---------------------- | ---------------- | --------------------------------- | ------------------ | ------------------------------------------- |
| Méaulte (commune-centre) | 80523      | Somme       | commune-centre         | 10,75            | 1 276 (2022)                      | 119                | modifier les données · modifier les données |
| Bazentin                 | 80059      | Somme       | commune de la couronne | 5,10             | 82 (2022)                         | 16                 | modifier les données · modifier les données |
| Bécordel-Bécourt         | 80073      | Somme       | commune de la couronne | 3,57             | 154 (2022)                        | 43                 | modifier les données · modifier les données |
| Contalmaison             | 80206      | Somme       | commune de la couronne | 5,67             | 122 (2022)                        | 22                 | modifier les données · modifier les données |
| Fricourt                 | 80366      | Somme       | commune de la couronne | 11,30            | 469 (2022)                        | 42                 | modifier les données · modifier les données |
| Longueval                | 80490      | Somme       | commune de la couronne | 8,53             | 285 (2022)                        | 33                 | modifier les données · modifier les données |
| Carnoy-Mametz            | 80505      | Somme       | commune de la couronne | 10,25            | 268 (2022)                        | 26                 | modifier les données · modifier les données |
| Montauban-de-Picardie    | 80560      | Somme       | commune de la couronne | 7,67             | 216 (2022)                        | 28                 | modifier les données · modifier les données |
| Ovillers-la-Boisselle    | 80615      | Somme       | commune de la couronne | 9,61             | 428 (2022)                        | 45                 | modifier les données · modifier les données |

## Démographie
Cette aire est catégorisée dans les aires de moins de 50 000 habitants, une catégorie qui regroupe 12,2 % de la population au niveau national,.